# Namakkal
Namakkal (Tamil: நாமக்கல் Nāmakkal [ˈnaːməkːʌl]) ist eine rund 55.000 Einwohner zählende Stadt im südindischen Bundesstaat Tamil Nadu.

## Lage

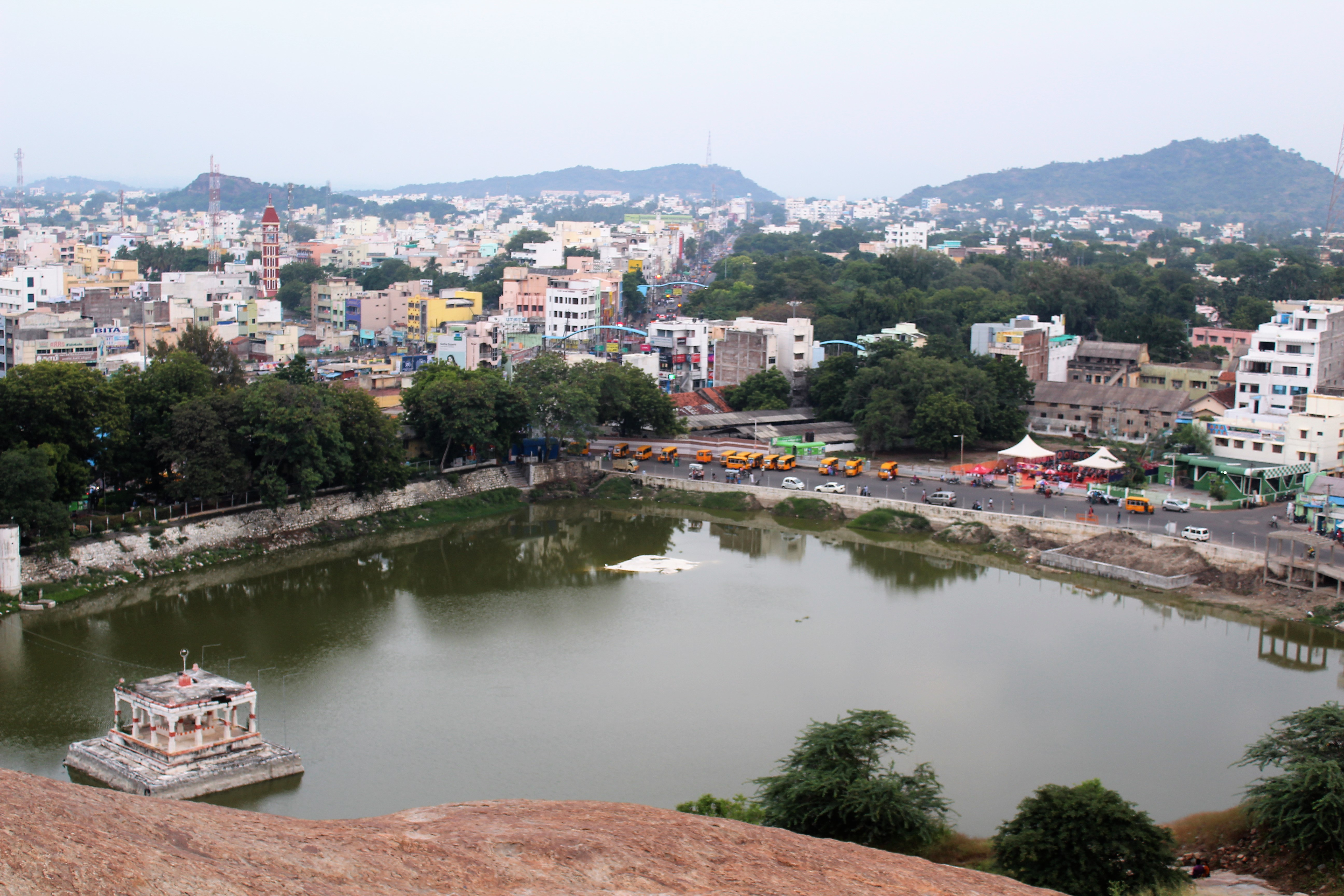
Blick auf Namakkal von der Festung

Namakkal liegt westlich der Kolli Hills im zentralen Binnenland Tamil Nadus ca. 400 km (Fahrtstrecke) südwestlich der Hauptstadt Chennai. Die nächstgrößeren Städte sind Salem (ca. 50 km nördlich) und Karur (ca. 40 km südwestlich). Durch Namakkal führt die nationale Fernstraße NH 7, welche als längste Fernstraße Indiens Varanasi mit Kanyakumari verbindet. Mit dem Bau einer im Jahr 2013 eröffneten Bahnstrecke von Salem nach Karur ist Namakkal auch an das indische Eisenbahnnetz angeschlossen worden.

## Bevölkerung
Ca. 89 % der Einwohner Namakkals sind Hindus, 9 % sind Muslime und 1,5 % Christen. Die Hauptsprache ist, wie in ganz Tamil Nadu, das Tamil, das von 82 % der Bevölkerung als Muttersprache gesprochen wird. Jeweils 8 % sprechen Telugu und Urdu und 1 % Saurashtri.

## Wirtschaft
Namakkal ist das merkantile, handwerkliche und schulische Zentrum einer agrarisch geprägten Umgebung. Es gibt mehrere Hühnerzuchtbetriebe in der Umgebung; außerdem existiert ein Betrieb zur Fertigung von Lastkraftwagen. 

## Geschichte
Namakkal lag im Einflussbereich zweier mittelalterlicher Dynastien, die jahrhundertelang den Süden Indiens beherrschten – den Pallavas und den Pandyas; später kamen die Cholas, die Hoysalas und das Vijayanagar-Reich (bis 1565). Im 17. Jahrhundert okkupierte das Sultanat von Bijapur und das Herrscherhaus Golkonda-Mysore die Macht in der Region. Im 18. Jahrhundert gehörte die Gegend zur Einflusssphäre Hyder Alis, Tipu Sultans und danach der Briten. Inwieweit sich der abgelegene Ort unter den verschiedenen Herrschern entwickeln konnte oder gar in seiner Entwicklung gehemmt wurde, ist mangels erhaltener Aufzeichnungen unklar.

## Sehenswürdigkeiten

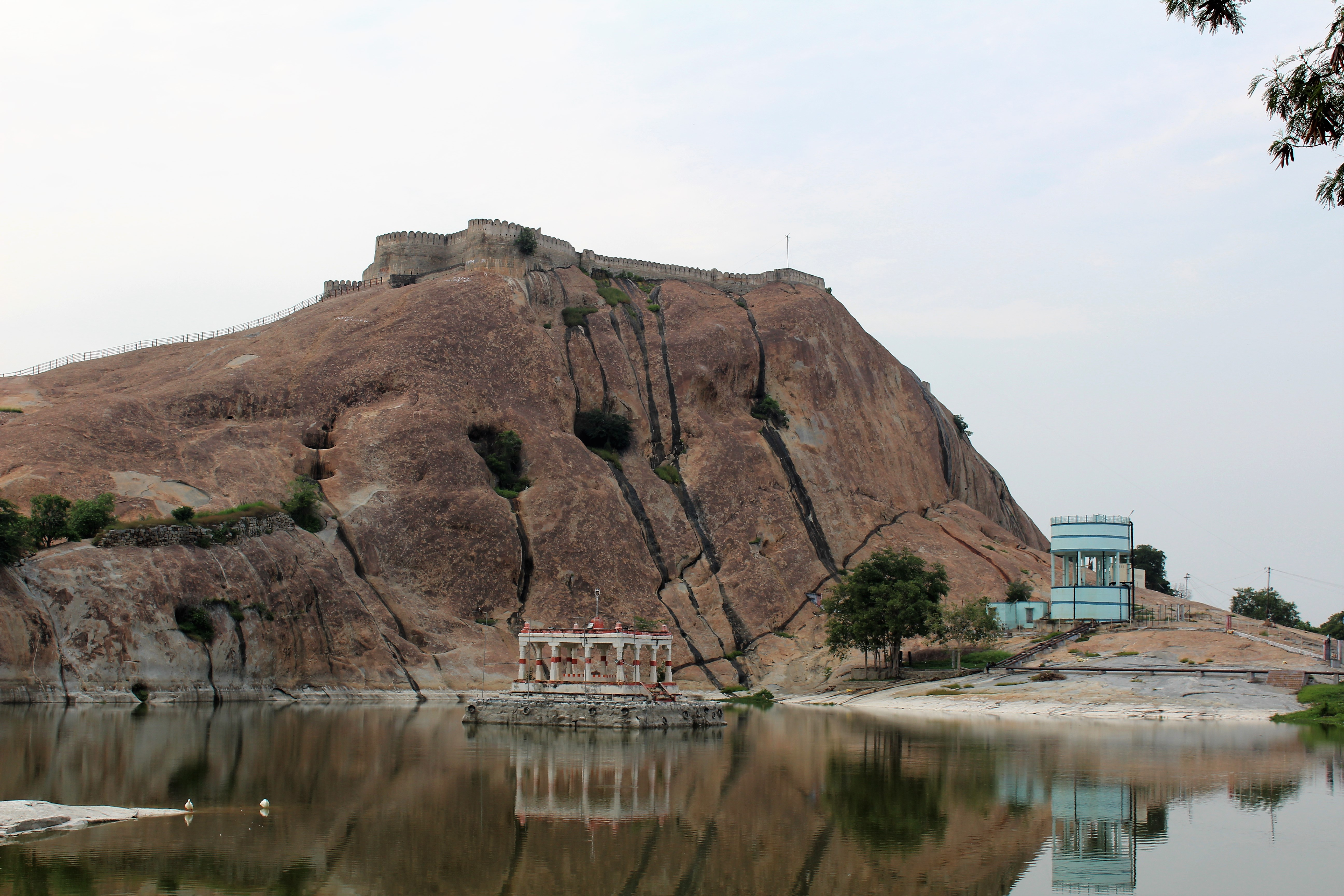
Der Namagiri-Felsen mit der Festung

Namakkal liegt am Fuß des 65 m hohen Namagiri-Felsens; dort befinden sich ein Tempel zu Ehren der Göttin Namagiri Amman und einer zu Ehren des Affengottes Hanuman (Anjaneyar Temple) mit einer ca. 5,50 m hohen Statue des Gottes. Den Gipfel krönt eine Festung, die im frühen 17. Jahrhundert von Ramachandra Nayaka, einem Statthalter der Nayaks von Madurai, erbaut worden sein soll.